# Jason (satellite)
Pour les articles homonymes, voir Jason (homonymie).
Jason est une famille de trois satellites d'altimétrie satellitaire développés conjointement par la NASA et le CNES pour étudier la circulation océanique et les interactions entre les océans et l'atmosphère. L'objectif de ces missions est d'améliorer les prévisions d'évolution du climat et de surveiller des phénomènes océaniques comme El Niño ou les zones de tourbillons océaniques. Pour remplir ces objectifs, ces engins spatiaux emportent des équipements permettant de mesurer avec une très grande précision la hauteur de la mer. Ces satellites, qui ont pris la suite de TOPEX/Poseidon, sont placés en orbite respectivement en 2001 (Jason-1), 2008 (Jason-2) et 2016 (Jason-3). Cette famille de satellites doit être remplacée à compter de 2020 par un nouveau modèle Sentinel-6A développé par l'Agence spatiale européenne.
Les satellites qui circulent sur une orbite terrestre basse ont une masse d'environ 500 kg. Ils utilisent la plate-forme PROTEUS pour minisatellites développée par le CNES et Alcatel Space (devenue Thales Alenia Space) réalisée dans le Centre spatial de Cannes - Mandelieu.

## Contexte: la poursuite de la mission TOPEX/Poseidon

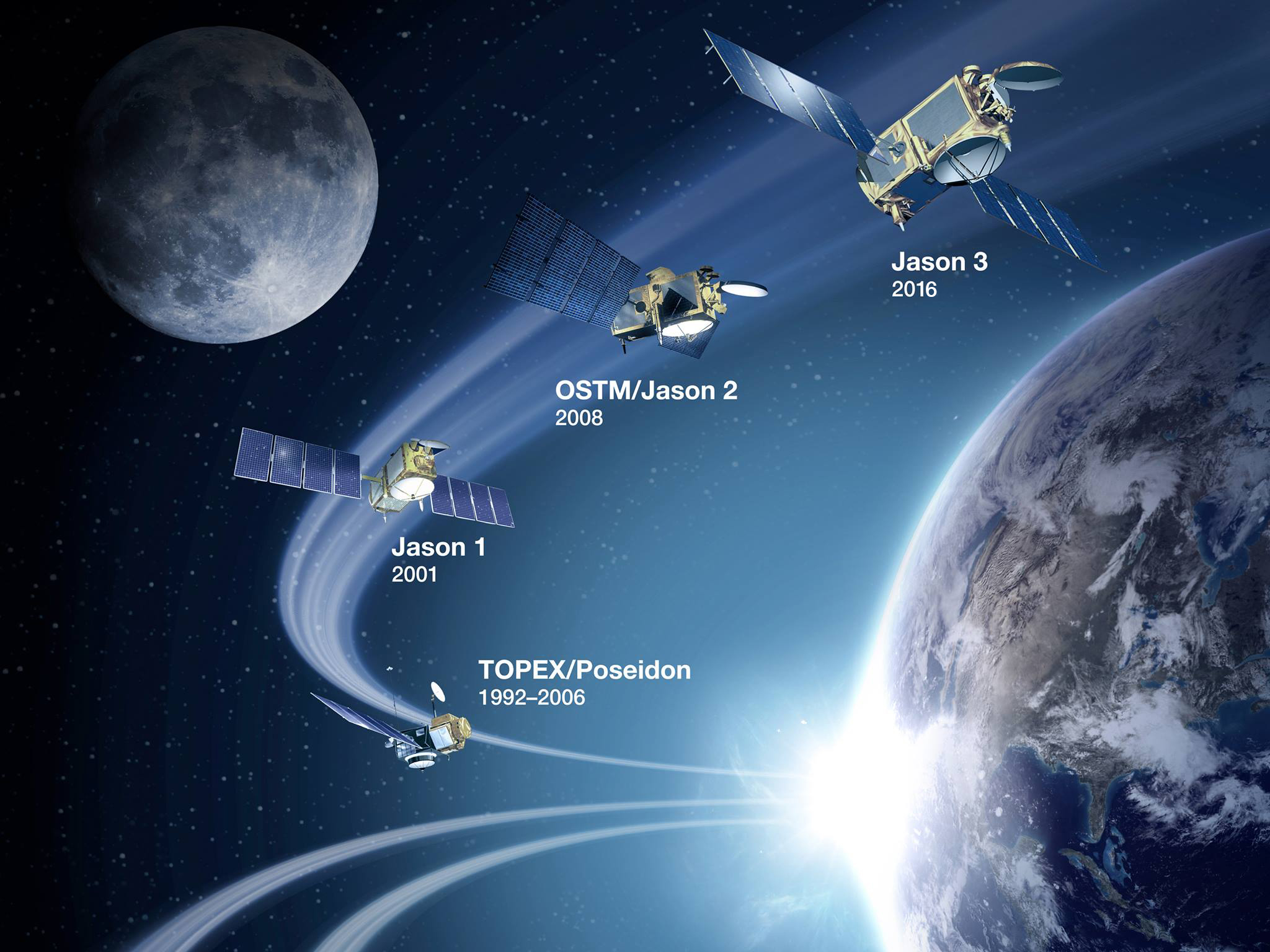
Les missions altimétriques franco-américaines de TOPEX/Poseidon à Jason-3.

Lancée en août 1992, TOPEX/Poseidon, qui est développé conjointement par la NASA et le CNES, est la première mission spatiale à avoir fourni une vue d'ensemble de la circulation océanique et de ses échanges avec l'atmosphère grâce à une mesure très précise de la hauteur des océans. La mission est une réussite exceptionnelle, mais il est nécessaire de développer un remplaçant pour compléter la collecte des données afin de disposer des séries temporelles longues pour leur intégration dans les modèles océaniques et climatiques. TOPEX/Poseidon démontre la faisabilité de la mesure du niveau des océans depuis un satellite, la nouvelle mission n'est plus expérimentale mais est opérationnelle. Les responsables des deux agences spatiales donnent leur accord en 1996 pour une nouvelle mission mais, confrontés à un climat économique dégradé, ils posent comme contrainte que son coût soit réduit.
Plusieurs solutions sont mises en œuvre pour y parvenir :
- Grâce aux avancées technologiques notamment dans le domaine de l'électronique, la masse des instruments est fortement réduite ainsi que leur consommation électrique. La masse du satellite est divisée par 5.
- Les instruments sont dérivés des instruments de TOPEX/Poseidon.
- Une plate-forme générique PROTEUS, produite à plusieurs exemplaires identiques, ce qui permet de limiter son coût, est utilisée.

| Satellite                 | TOPEX/Poseidon | Jason-1   |
| ------------------------- | -------------- | --------- |
| Masse du satellite        | 2 500 kg       | 500 kg    |
| Plate-forme               | 980 kg         | 270 kg    |
| Charge utile              | 385 kg         | 125 kg    |
| Altimètre                 | 230 kg         | 55 kg     |
| Puissance électrique      | 1 000 watts    | 450 watts |
| Consommation plate-forme  | 500 watts      | 300 watts |
| Consommation charge utile | 380 watts      | 147 watts |
| Consommation altimètre    | 260 watts      | 78 watts  |

Les responsables américain et français choisissent comme nom de baptême de la nouvelle mission Jason, héros de la mythologie grecque célèbre pour avoir poursuivi une quête maritime avec un équipage composé de forts personnalités (les Argonautes). Outre que le nom s'écrit de la même manière en anglais et en français, le contexte de la quête, le caractère multinational du projet et le rôle de la mer sont à l'origine de ce choix.

## Objectifs des missions Jason

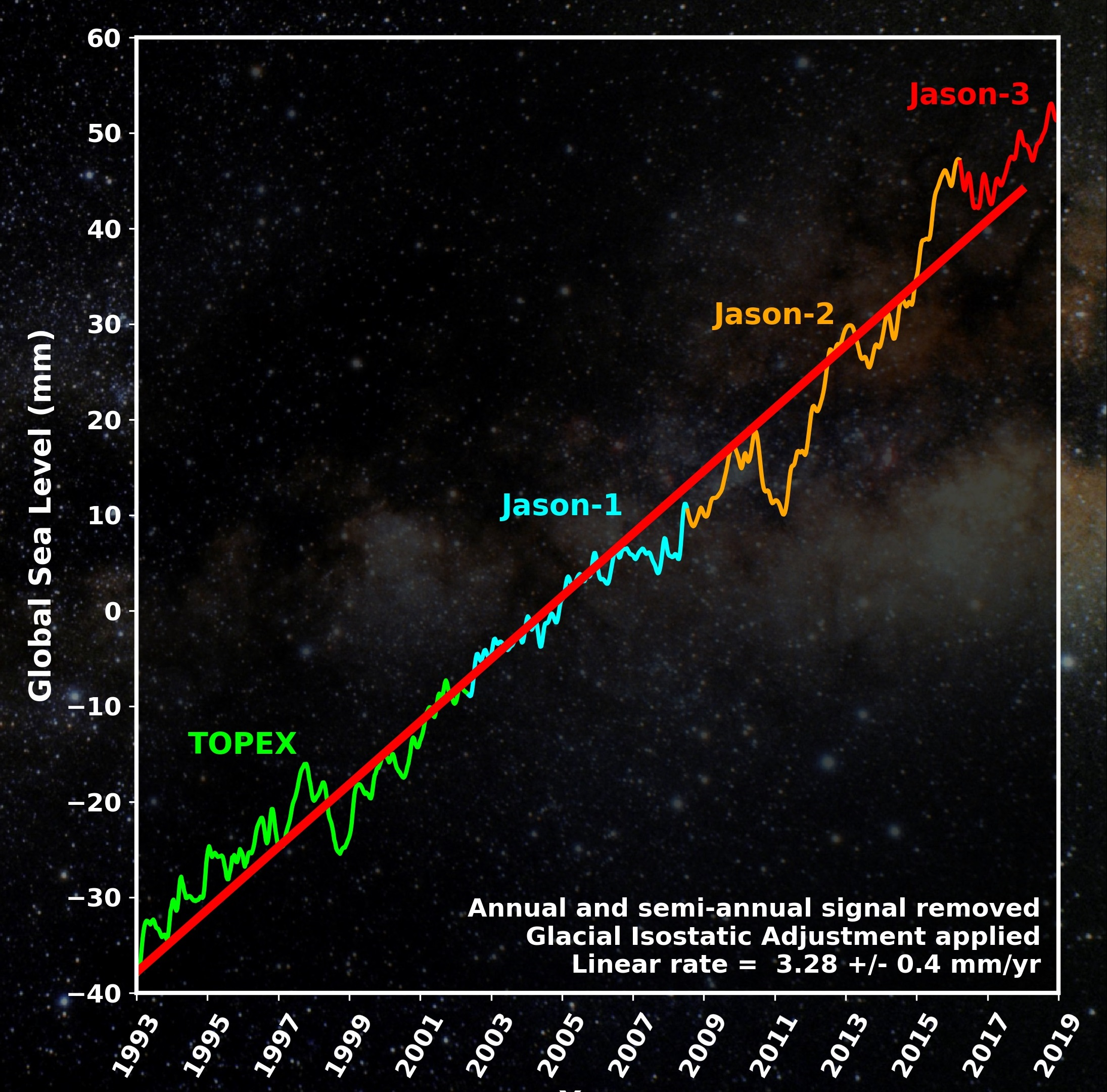
Les variations du niveau des mers mesurées par les satellites TOPEX-Poséidon et Jason depuis le début des années 1990.

L'objectif principal des missions Jason est de mesurer avec une très grande précision la hauteur de la surface des océans avec les objectifs suivants :
- assurer un service opérationnel en fournissant, moins de trois heures après la mesure, des estimations de la hauteur des vagues et de la vitesse du vent ainsi qu'une estimation préliminaire du « relief » de l'océan.
- permettre la continuité du système d'altimétrie spatiale.
- étudier les océans et leur influence sur les changements climatiques.
- mesurer de manière globale le niveau de la mer et ses variations.

Les données de Jason sont traitées dans le cadre du programme européen Mercator Océan. Ces missions spatiales font partie du programme Earth Observing System qui regroupe un ensemble de satellites de la NASA chargés de collecter des données sur de longues périodes sur la surface de la Terre, la biosphère, l'atmosphère terrestre et les océans de la Terre.

## Principes de fonctionnement
Le niveau de la mer varie par rapport à son niveau moyen selon le lieu et dans le temps en fonction de la température de l'eau, de sa salinité et de la pression atmosphérique. Ces caractéristiques résultent elles-mêmes principalement de phénomènes météorologiques ainsi que de la présence de courants océaniques et de tourbillons. L'altimétrie satellitaire vise à mesurer la hauteur instantanée de la mer, c'est-à-dire la différence par rapport à son niveau moyen à l'aide d'un radar embarqué sur un satellite artificiel. L'onde radar émise par le satellite se réfléchit sur la surface de la mer et est renvoyée vers le satellite. Celui-ci mesure le temps aller-retour et analyse la forme d'onde reçue, permettant respectivement de déterminer la distance entre le satellite et la surface de la mer ainsi que la rugosité de la surface, qui découle de la hauteur des vagues. L'altitude de la surface de la mer est ensuite déduite de la différence entre l'altitude du satellite et la distance mesurée.
Cette équation simple met en évidence l'importance de réaliser un calcul d'orbite très précis afin de déterminer sans ambiguïté l'altitude de la surface de la mer. À cet effet l'altitude du satellite est calculée de façon extrêmement précise à partir du suivi permanent de la trajectoire réalisé depuis le sol par des stations de poursuite. Par ailleurs, des équipements embarqués permettent d'atteindre une précision de l'ordre du centimètre : ce sont la télémétrie laser, le système DORIS, techniques développées par le CNES et l'exploitation des signaux GPS. La mesure de l'altimètre radar doit de son côté prendre en compte les erreurs introduites par l'ionosphère et la présence notamment de vapeur d'eau dans l'atmosphère. Ces phénomènes sont déterminés respectivement par l'utilisant de deux fréquences radar (à partir de Jason-2) et la mise en œuvre d'un radiomètre.
L'ensemble des hauteurs de mer ainsi déterminées le long de la trajectoire du satellite tous les 6  à   7 km permet d'obtenir une « image » de la surface des océans. Sur une durée de plusieurs années, le satellite altimétrique donne donc accès à une cartographie évolutive de la surface des océans avec une précision meilleure que 5 cm.

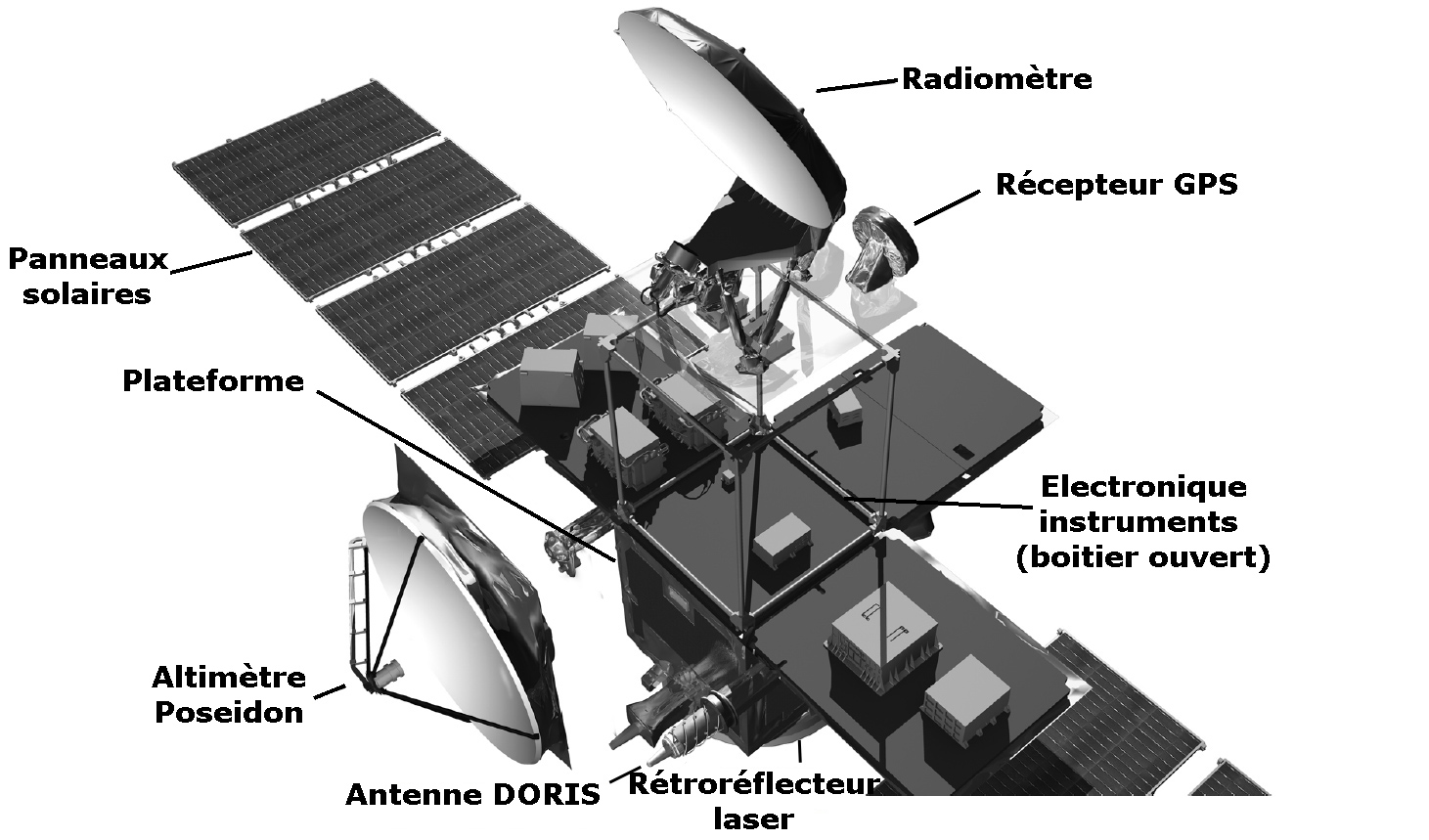
Le schéma du satellite Jason-2.
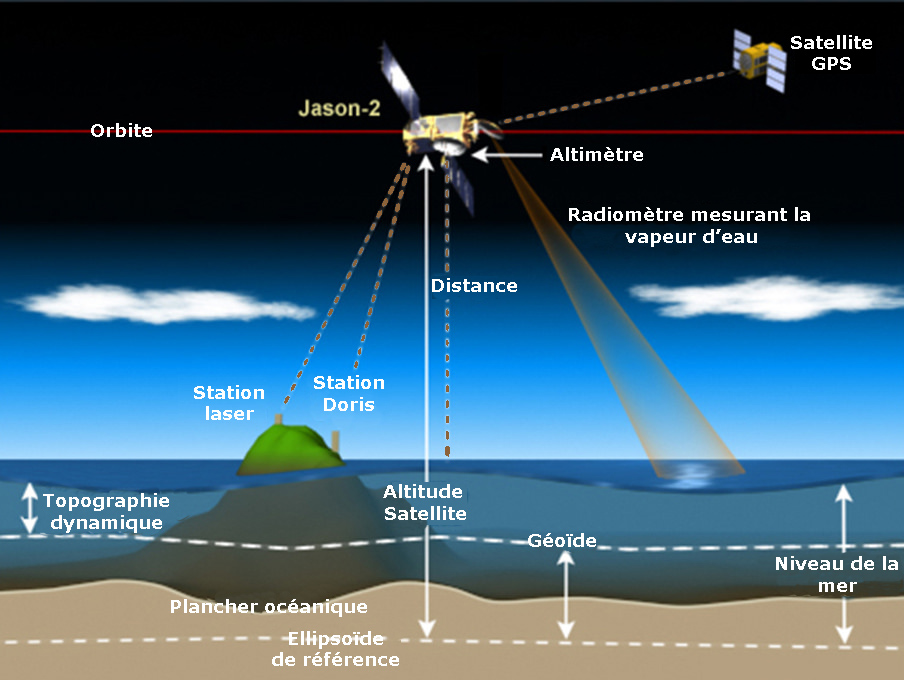
Les principes de fonctionnement de l'altimétrie satellitaire de Jason-2.

## Caractéristiques techniques
Les trois satellites Jason sont des minisatellites ayant une masse d'environ 500 kg.
Le satellite est composé de deux cubes superposés :
- Le premier de dimension : 954 x 954 x 1 000 mm est constitué par la plate-forme PROTEUS pour minisatellite développée par le CNES et Alcatel Space. Celle-ci comprend toutes les servitudes (télécommunications, propulsion, énergie, système de contrôle d'attitude...). Les panneaux solaires sont attachés de chaque côté en position repliée au lancement.
- Le second cube (dimension 954 x 954 x 1 218 mm) comprend l'ensemble des instruments utilisés pour recueillir les données. Les antennes de l'altimètre et du radiomètre sont attachés sur l'une des faces et à son sommet[4].

### Plate-forme
PROTEUS est une plate-forme stabilisée sur 3 axes conçue pour des missions en orbite terrestre basse de satellite dont la masse totale est environ 500 kg dont 270 kg pour la plate-forme hors ergols. Ses principales caractéristiques sont les suivantes :
- Dimensions : cube de 1 mètre de côté.
- Énergie : panneaux solaires d'une superficie de 9,5 m2 disposant d'un degré de liberté et fournissant 450 watts pour Jason-1 à 550 watts pour Jason-3 en fin de vie théorique.
- Contrôle d'attitude : le satellite est stabilisé sur 3 axes avec une précision de pointage de 0,15° (Jason-3). Les capteurs fins utilisés pour déterminer l'orientation du satellite sont deux viseurs d'étoiles trois axes et trois gyromètres deux axes. Les capteurs grossiers sont des magnétomètres trois axes et 8 capteurs solaires disposant d'un champ optique de 4 pi. L'orientation est corrigée à l'aide de quatre roues de réaction qui sont désaturées à l'aide de magnéto-coupleurs.
- Propulsion : moteurs-fusées à ergols liquides brûlant de l'hydrazine avec un Delta-v d'environ 120 m/s. Masse d'hydrazine emportée 28 kg (Jason-3)
- Stockage des données : 500 mégabits pour les données télémétriques et 2 gigabits pour les données scientifiques
- Télécommunications en bande S avec un débit maximal de 800 kilobits/s
- Durée de vie : 3 ans pour les consommables, 5 ans résistance à l'usure et aux radiations

### Charge utile
Les trois satellites Jason ont une charge utile légèrement différente. Cinq instruments sont toutefois communs.
Deux instruments sont utilisées pour recueillir les données altimétriques :
- L'altimètre-radar Poseidon-2 développé par Thales Alenia Space mesure la distance entre la surface de l'océan et le satellite. Il s'agit d'un radar bi-fréquence (5,3 GHz en bande C et 13,575 GHz en bande Ku) qui permet de mesurer la topographie de la surface de l'océan, de calculer la vitesse des courants océaniques ainsi que de mesurer la hauteur des vagues et la vitesse des vagues. Poseidon-2 dérive de l'instrument Poseidon-1 installé à bord de TOPEX/Poseidon. Par rapport à ce dernier les principales modifications sont les suivantes. Il dispose d'une deuxième fréquence en bande C qui permet de corriger les effets de l'ionosphère, la taille de l'antenne est réduite mais la puissance de l'émission est augmentée, le système de génération de signal utilise une puce qui permet de sélectionner la fréquence d'ondes et d'avoir une meilleure maîtrise de la phase, le processeur utilisé est durci contre les rayonnements.
- Le radiomètre à micro-ondes JMR/AMR développé par le JPL mesure les caractéristiques de l'atmosphère qui influent sur les données fournies par l'altimètre. À cet effet, il mesure la réflexion de micro-ondes sur la surface de l'océan dans trois longueurs d'onde : 
  - l'émission en 23,8 GHz mesure la quantité de vapeur d'eau présente dans la colonne d'air traversée par les émissions radar.
  - l'émission en 34 GHz fournit la correction à apporter liée aux nuages ne produisant pas de précipitations.
  - l'émission en 18,7 GHz permet de mesurer l'influence du vent sur la surface de la mer.

Trois équipements permettant de déterminer avec une grande précision la position du satellite. Combiné avec la mesure de l'altimètre, ces données permettent d'en déduire la hauteur du niveau de la mer :
- le système de trajectographie DORIS (Doppler Orbitography and Radiopositioning Integrated by Satellite) du CNES mesure la distance entre le satellite et des stations terrestres dédiées.
- Un récepteur GPS fourni par le JPL,
- Un rétroréflecteur laser LRA (Laser Retroreflector Array) également fourni par le JPL.

Instruments et équipements du satellite Jason-1
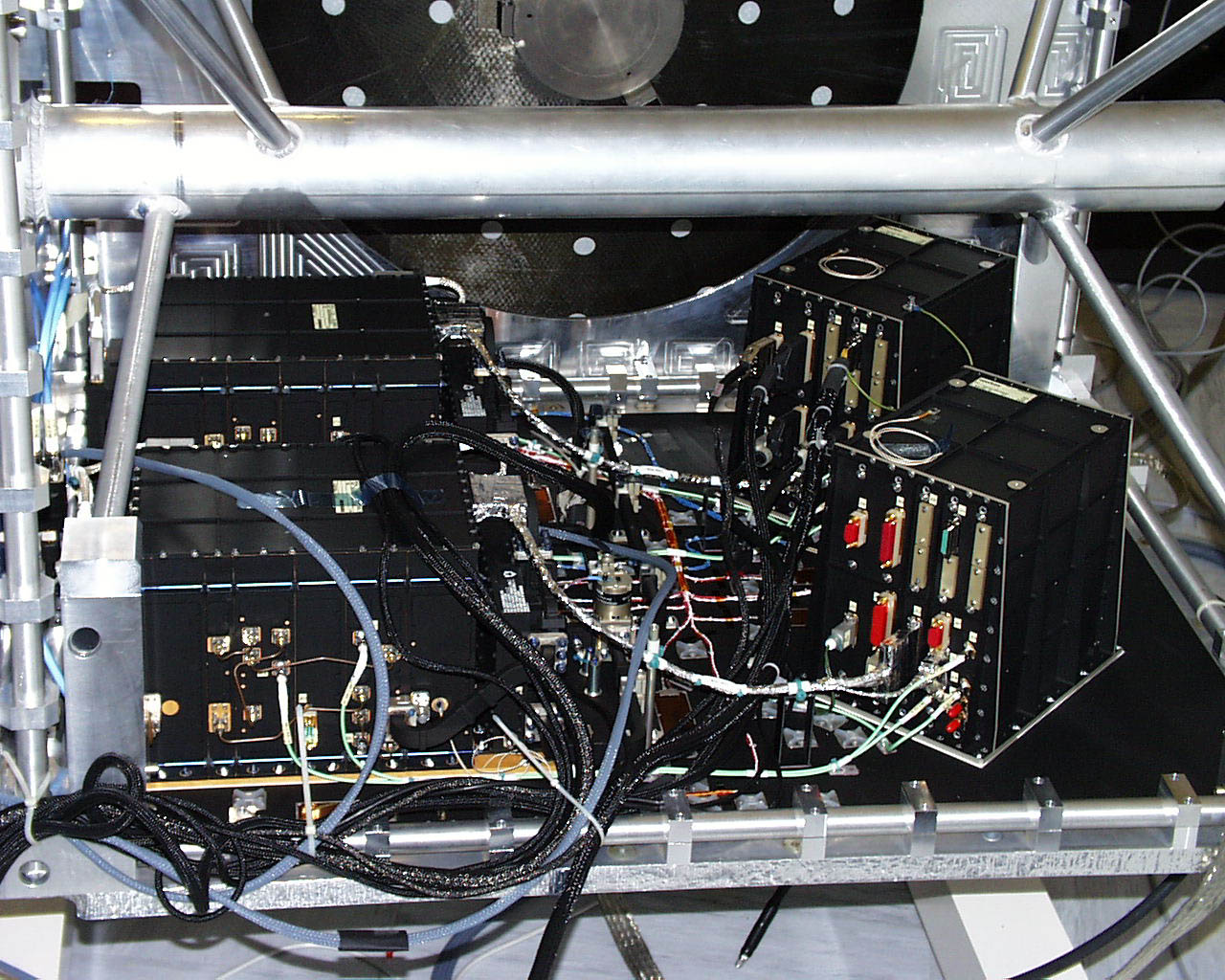
L'Altimètre Poseidon 2.
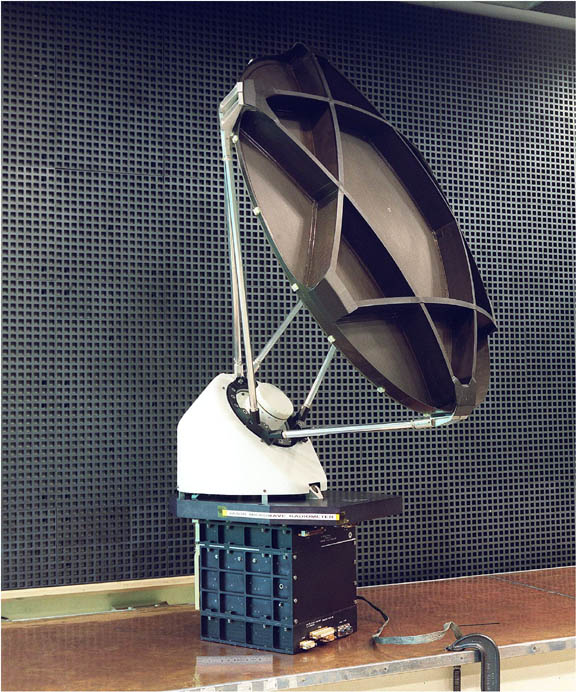
Le Radiomètre JMR.
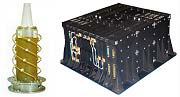
Le système Doris.
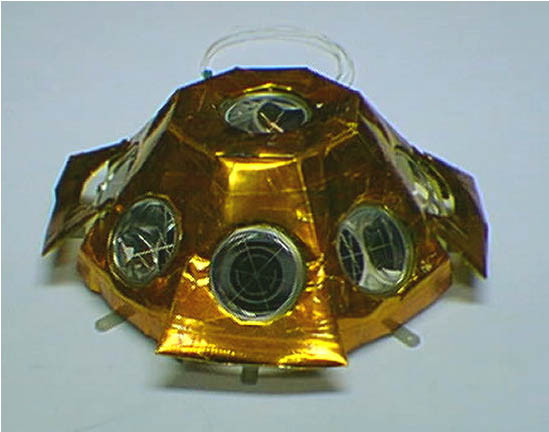
Le rétroréflecteur laser.

## La mission Jason-1

### Historique
La réflexion sur la mission Jason-1 démarre en septembre 1993. En décembre 1996, la NASA et le CNES signent un protocole d'accord pour donner une suite à la mission TOPEX/Poseidon qui est développée conjointement par les deux agences spatiales. La plate-forme PROTEUS est qualifiée en août 1998. L'intégration du satellite s'achève à l'automne 1999.
Le segment sol est constitué du centre PGGS (Proteus Generic Ground Segment) chargé du suivi de la plateforme, basé à Toulouse, du centre de contrôle du satellite POCC (Project Operation Control Center) basé à Pasadena situé en Californie et du centre SSALTO  (Altimetric and Orbitography Multi-Mission Center) situé  à Toulouse et chargé des calculs d'orbite et de la trajectographie. Les stations terriennes utilisées pour les échanges de données et le suivi du satellite sont situées à Issus Aussaguel (CNES, France), à Fairbanks en Alaska, à Wallops Island (Virginie) et à Hartebeesthoek (CNES, Afrique du sud)

### Déroulement de la mission
Jason-1 est lancé le 7 décembre 2001 depuis la base de lancement de Vandenberg par un lanceur Delta II. Le lanceur place également en orbite un deuxième satellite TIMED de masse équivalente à Jason-1. Jason-1 est placé sur une orbite basse de 1 336 km avec une inclinaison orbitale de 66,0° qu'il parcourt en 120 minutes. Tous les 10 jours après 127 révolutions, il repart sur la même trajectoire. Cette orbite limite ses observations aux latitudes comprises entre -66° et +66°.
Jason-1 est lancé alors que TOPEX/Poseidon est encore actif ce qui permet, comme le souhaite les concepteurs de la mission, d'étalonner les instruments en utilisant comme référence les données fournies par TOPEX/Poseidon. Les deux satellites parcourent la même orbite avec Jason-1 précédant TOPEX/Poseidon d'une minute. La comparaison fructueuse entre les données des deux satellites se poursuit durant 3 ans. Jason-2, le successeur de Jason-1 est lancé le 20 juin 2008 alors que Jason-1 qu'il remplace est toujours opérationnel. Le recouvrement entre les deux missions permet d'étalonner les instruments de Jason-2 avec ceux de Jason-1 durant trois ans. En décembre 2011, Jason-1 fête ses dix ans. La mission de Jason-1 s'achève fin juin 2013 à la suite de la panne du deuxième et dernier radio-émetteur. Le satellite, est placé sur une orbite relativement haute, ne doit pas rentrer dans l'atmosphère avant 1 000 ans.

## La mission Jason-2

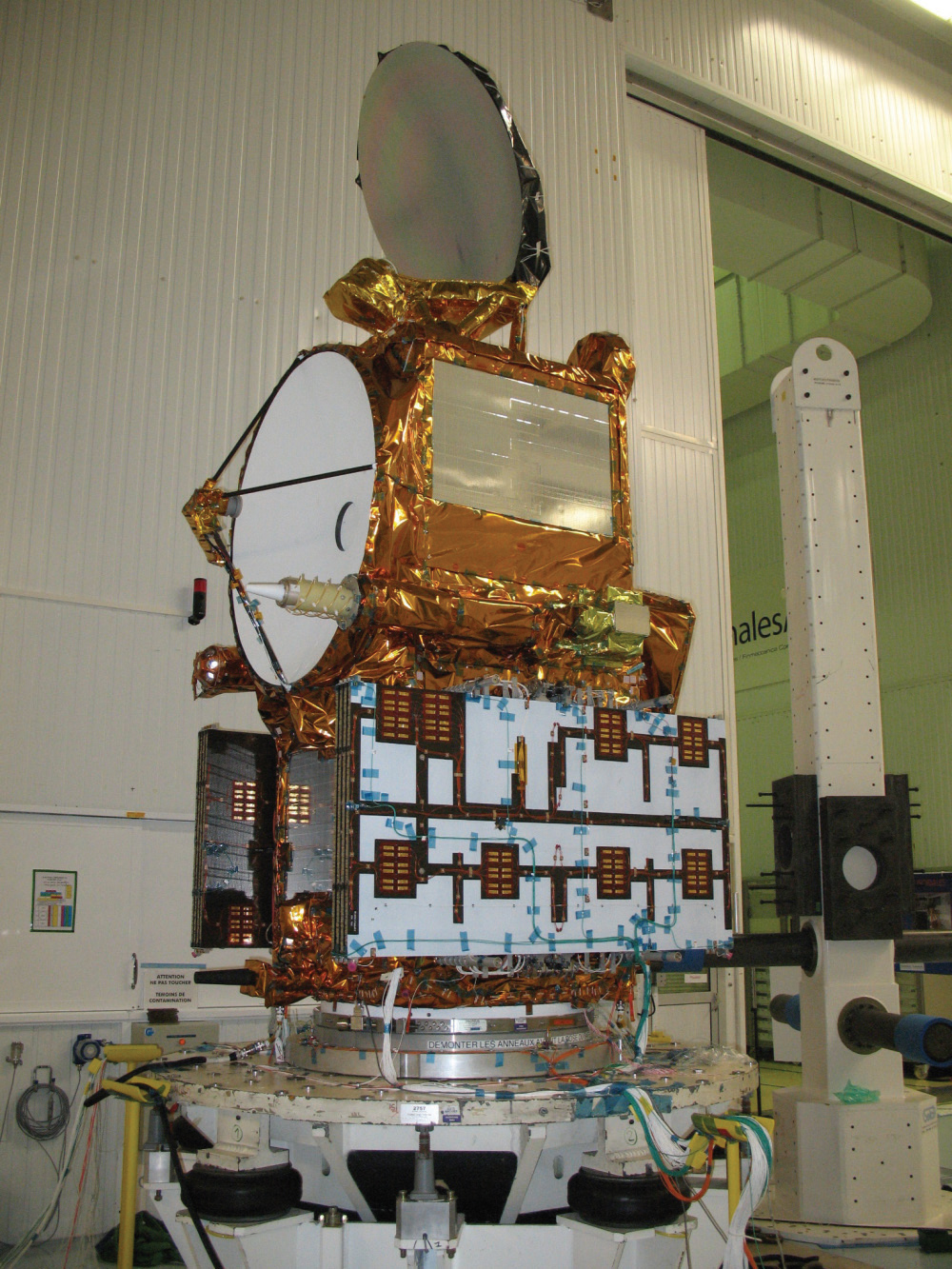
Le satellite Jason 2 peu avant son lancement.

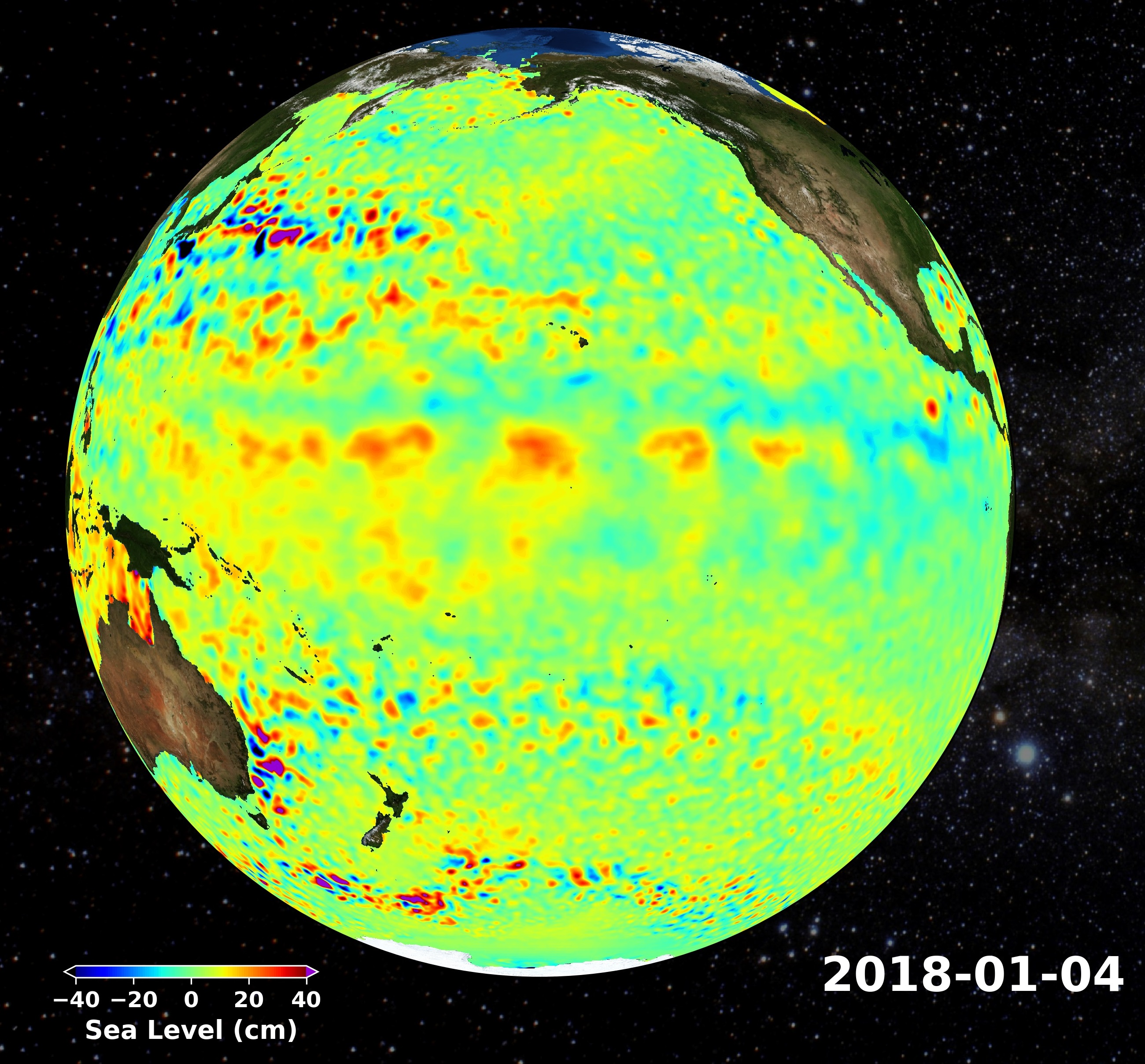
Ce relevé effectué par le satellite Jason-2, durant la première semaine de janvier 2018, indique les régions de l'océan Pacifique où le niveau de la mer est plus bas (bleu) ou plus haut (rouge) que la normale.

### Contexte
Jason-2, officiellement OSTM/Jason-2 (Ocean Surface Topography Mission), prend la suite du satellite TOPEX/Poseidon lancé en 1992 et de son successeur Jason-1 lancé en 2001. Ces deux satellites collectent des données permettant de mieux comprendre les interactions entre les courants océaniques et le climat. Ils permettent d'établir que les océans absorbent plus de 80 % de la chaleur provenant du réchauffement atmosphérique le reste est capté par l'air, les terres émergées et les glaciers qui fondent. Avec des caractéristiques proches de celles de Jason-1 , Jason-2 est construit également par Thales Alenia Space dans l'établissement de Cannes. Il est capable de mesurer le niveau global des océans avec une précision de 2 cm, la hauteur des vagues et la vitesse des vents. Il couvre l'ensemble de la planète tous les dix jours.
Les quatre partenaires français et américains de Jason-2 sont :
- le CNES.
- EUMETSAT, partenaire du programme pour la première fois.
- la NASA.
- la National Oceanic and Atmospheric Administration (NOAA).

Le directeur scientifique est le professeur Lee-Lueng Fu du Jet Propulsion Laboratory de Pasadena.

### Déroulement de la mission
Jason-2 (Ocean Surface Topography Mission ou OSTM pour la NASA), est lancé le 20 juin 2008 par un lanceur Delta II 7320 de United Launch Alliance depuis la base de lancement de Vandenberg en Californie. Le satellite de 500 kg est placé sur son orbite à 1 335 km en 55 minutes.
En juillet 2017, à la suite de la dégradation de certains composants critiques du satellite, l'équipe au sol décide de faire quitter l'orbite pour réduire les risques pour les satellites opérationnels. Mais sur son orbite légèrement plus basse, il continue à fonctionner avec une fréquence de revisite plus espacée mais avec une meilleure résolution spatiale. Ces nouvelles conditions de fonctionnement sont mises à profit pour étudier le champ gravitationnel des régions maritimes et la cartographie des fonds marins. La mission prend fin le 1er octobre 2019 après plus de 11 années de service opérationnel soit pratiquement quatre fois la durée de vie pour laquelle le satellite est conçu. Au cours de sa mission, le satellite mesure une élévation de 5quoi du niveau général des mers, un phénomène qui reflète le changement climatique en cours. Environ 1 million d'ensemble de données sont produits et celles-ci permettent la rédaction de plus de 2 100 papiers scientifiques. Jason-2 permet d'améliorer les prévisions de l'intensité des ouragans et fournit des informations importantes sur les vents marins et les vagues. La décision d'arrêter la mission est prise à la suite d'une dégradation importante du système d'alimentation électrique. Conformément à la législation sur les débris spatiaux, Jason-2 doit manœuvrer pour quitter l'orbite altimétrique de référence (1 336 km et inclinaison orbitale de 66°) et être placée sur une orbite cimetière,.

### Spécificités techniques
Le satellite Jason-2 emporte trois expériences spécifiques : 
- LPT (Light Particle Telescope) de l'Agence d'exploration aérospatiale japonaise (JAXA).
- Carmen-2 (dosimètre de radiation).
- T2L2 (Transfert de temps par lien laser) du CNES, permettant la synchronisation d'horloges distantes avec une très grande précision. La performance de moins d'une nanoseconde est obtenue depuis trois stations dans le monde, dont celle du CERGA à Grasse et son expérience développée depuis les années 1980 avec des tirs laser sur les rétroréflecteurs du véhicule lunaire soviétique Lunokhod et d'autres satellites de géodésie en orbite terrestre basse[12].

## La mission Jason-3

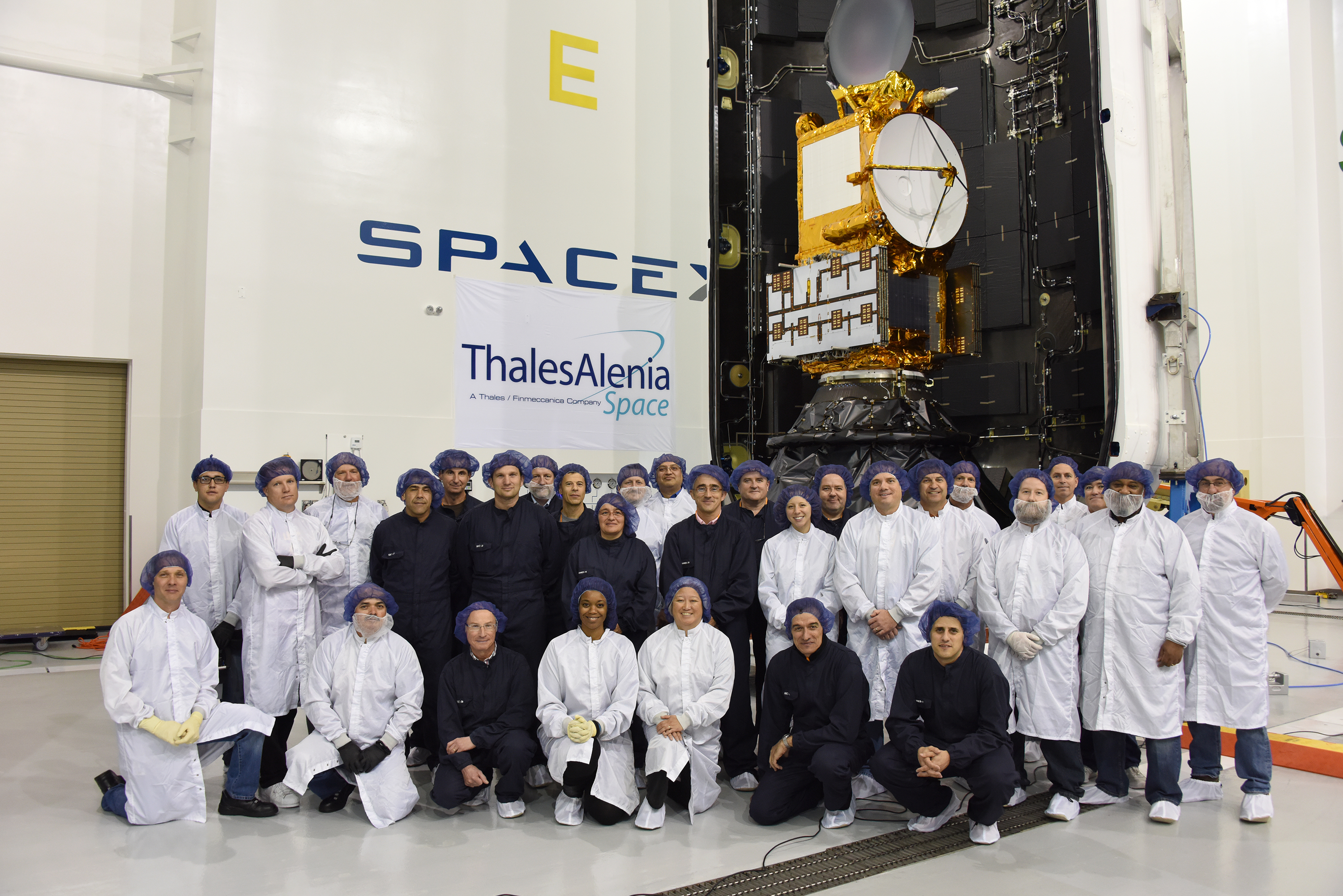
Le satellite Jason-3 à Vandenberg.

### Contexte
Jason-3 est pratiquement une copie de Jason-2. Le CNES décide de sa construction le 24 février 2010. Il est financé par la NOAA américaine, à concurrence de 69 millions de dollars américains sur les années 2011 à 2013, fournissant le radiomètre à micro-ondes et le lanceur.

### Déroulement de la mission
Le lancement est prévu le 21 juillet 2015 sur le lanceur Falcon 9 de SpaceX depuis le complexe 4 de la base de lancement de Vandenberg en Californie. Le lancement est repoussé de plusieurs mois à la suite des difficultés rencontrées par le lanceur de la compagnie californienne. Jason-3 est lancé le 17 janvier 2016, à 17 h 42 TU depuis la base de lancement de Vandenberg en Californie par un lanceur Falcon 9.1.1. À 21 h 20 TU, le centre de contrôle reçoit la confirmation que les panneaux solaires sont déployés et que le satellite est opérationnel.

## La suite des missions Jason: Sentinel-6/Jason-CS
La Communauté européenne décide en 2009 d'intégrer dans son programme Copernicus les objectifs pris en charge jusque-là par les satellites Jason. Dans ce nouveau cadre, il est prévu de construire deux satellites Sentinel-6/Jason-CS (CS pour Continuity of Service) dont le premier doit être lancé en 2020. Sur le plan technique, la plate-forme utilisée est celle mise en œuvre par les satellites CryoSat (environ 1 200 kg) tandis que les instruments sont proches de ceux utilisés par la série des satellites Jason. Il s'agit d'une solution transitoire en attendant la mise au point de la technologie du radar à synthèse d'ouverture altimètre interféromètre qui doit être testé dans le cadre de la mission Surface Water Ocean Topography dont le lancement est prévu pour 2022.

## Synthèse des missions Jason
| Caractéristiques        | Jason-1                                                                           | Jason-2 / OSTM                                                                    | Jason-3                                                                           |
| ----------------------- | --------------------------------------------------------------------------------- | --------------------------------------------------------------------------------- | --------------------------------------------------------------------------------- |
| Date de lancement       | 7 décembre 2001                                                                   | 20 juin 2008                                                                      | 17 janvier 2016                                                                   |
| Identifiant COSPAR      | 2001-055A                                                                         | 2008-032A                                                                         | 2016-002A                                                                         |
| Lanceur                 | Delta II                                                                          | Delta II                                                                          | Falcon 9 1.1                                                                      |
| Base de lancement       | Base de lancement de Vandenberg                                                   | Base de lancement de Vandenberg                                                   | Base de lancement de Vandenberg                                                   |
| Fin de mission          | 1er juillet 2013                                                                  | 1er octobre 2019                                                                  |                                                                                   |
| Instruments communs     | Altimètre Poséidon 2, radiomètre JMR, récepteur GPS, Doris, rétroréflecteur laser | Altimètre Poséidon 2, radiomètre JMR, récepteur GPS, Doris, rétroréflecteur laser | Altimètre Poséidon 2, radiomètre JMR, récepteur GPS, Doris, rétroréflecteur laser |
| Instruments secondaires |                                                                                   | Carmen-2, LPT , T2L2                                                              | CARMEN-3, LPT                                                                     |

### Vidéos
- (en) Vidéo clip Thales Jason-3 sur Youtube.